# Misekönyv

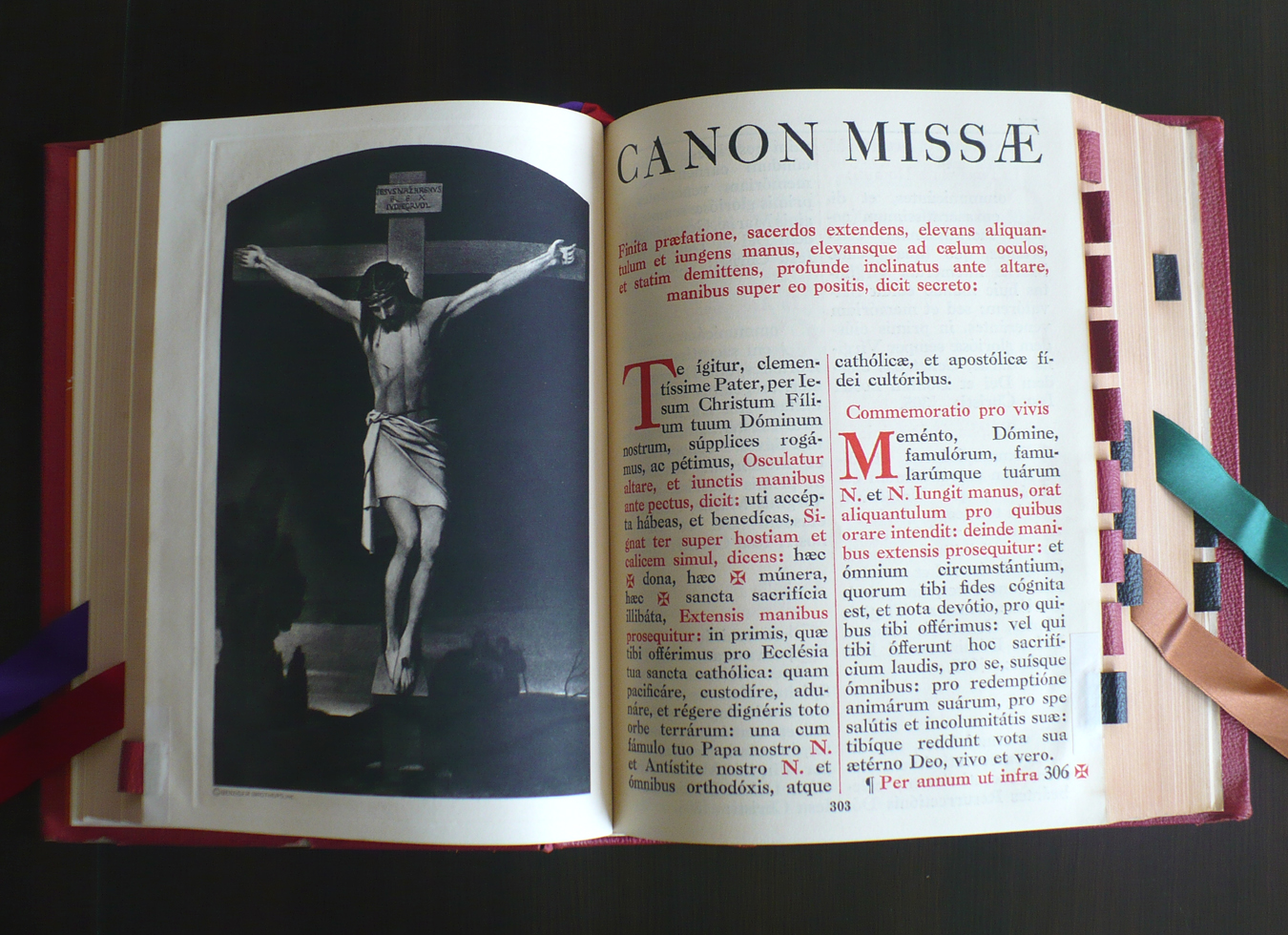
Az 1962-es, második vatikáni zsinat előtti misekönyv

A misekönyv vagy misszálé (latin: missale) a római katolikus egyházban a celebráló pap számára a szentmise szövegeit és rubrikáit tartalmazó liturgikus könyv.

## Története
Eredetileg több könyvet használtak a liturgiában: a miséző számára készült a szakramentárium, a lektor és a szubdiakónus számára az episztolárium, a diakónus számára az antifonálé. A szertartás szabályait pedig az ordo tartalmazta. A magánmisék kialakulása előtt ezeket a könyveket használták. Ezután merült fel az igény, először a kolostorokban, hogy az összes miseszöveg egy kötetben megtalálható legyen. A misekönyv legkorábbi példája az utazó szerzetes-papoknak készült kis formájú, 700 körüli bobbiói, és a 800 körüli Stowe-misekönyv. A 10. század végére megjelentek a teljes misekönyvek, de mellettük használták még a szakramentáriumokat is. A 12. század közepén szokásossá vált, a 13. század közepén előírás lett, hogy a pap az énekes misében is csöndben mindent mondjon együtt az énekesekkel.
A misekönyv magvát a szakramentárium jelentette. A többi könyv anyagából a gyakorlati igényeknek megfelelően lassan elhagyták a miséző számára kevésbé fontos részeket, például az énekelt részek kottáját; olykor szövegét is csak incipitként (initium) adták meg. A misekönyv szerkesztésénél két változat alakult ki: 1. változtatások nélkül egymás mellé tették a megfelelő részeket; 2. egymásba ötvözve szerkesztették meg a miserészeket. Az előbbi a Német-római Birodalom területén, a másik a 12. század végétől Európa egyéb országaiban lett uralkodó, s a könyvnyomtatással ez lett az állandó forma.
A nagy egyházi központokban (főként érseki székhelyeken) és szerzetesi központokban saját misekönyvek alakultak ki. 1080-ban Clunyi, 1134-ben Citeaux, a 12. század végén a karthauzi, 1244-ben a Domonkos-rend készítette el saját misekönyvét. Saját misekönyv készült az esztergomi főegyházmegyében is, az úgynevezett Missale Strigoniense. A karmeliták kezdettől fogva saját misekönyvet használtak. A ferences rend számára 1223-ban Assisi Szent Ferenc a római kúria misekönyvét (Missale Romanum) írta elő. 1562-ben a trienti zsinat elrendelte, hogy a mise körüli visszaélések és a misekönyv reformja érdekében alakuljon külön bizottság. Ennek értelmében IV. Piusz pápa 1564-ben felállította a Misekönyv-revíziós bizottságot. Munkájuk eredményét V. Piusz pápa 1570. július 14-én, a Quam primum bullájával tette közzé. E Missale Romanum a trienti zsinat határozata alapján helyreállított római rítust tette kötelezővé. 6 hónapon belül be kellett azt vezetni mindenütt, ahol a saját misekönyv 200 évnél fiatalabb volt. E misekönyv anyaga azonos volt az 1474-ben Milánóban nyomtatott editio princepsszel, hozzátéve a misekönyv rubrikáit, de a votív misékből csak egy kis válogatást, a szekvenciákból mindössze négyet tartalmazott.
V. Szixtusz pápa 1588-ban megszervezte a Rítuskongregációt a liturgikus reform végrehajtása érdekében. VIII. Kelemen pápa 1602-ben megerősítette a kötelezettséget, hogy a római misekönyvet editio typicának kell tekinteni. Ennek következtében a Bragai, Lyoni és Milánói főegyházmegyét, a domonkos, karmelita, karthauzi, s részben a ciszterci és premontrei rendet kivéve 1588-tól a második vatikáni zsinatig (1962-1965) mindenütt a tridenti misekönyvet használták, s a korábbi helyi sajátosságokat csak az egyházmegyei vagy nemzeti propriumok jelezték.
A gallikanizmus részeként Franciaországban kísérletet tettek egy saját misekönyv továbbfejlesztésére, de ez valójában néhány szerző próbálkozása maradt, akik a Rítuskongregáció szabályait figyelmen kívül hagyták. Ennek ellenhatásaként Prosper Guéranger kíméletlen harcot indított minden helyi sajátosság ellen a tiszta római liturgiáért, és 1860-ban Franciaországban újra bevezették a római misekönyvet.
A misekönyv 1570 és 1969 között alig változott. Az első fontos változást XII. Piusz pápa nagyhét-rendezése hozta. A római misekönyv utolsó, lényegében változatlan editio typicája 1962 áprilisában jelent meg, az 1960-ban kiadott általános rubrikákkal.
A második vatikáni zsinat szabályainak megfelelő misekönyvet VI. Pál pápa Missale Romanum konstitúciója 1969. április 3-án rendelte el, s az Istentiszteleti Kongregáció 1970. március 26-án tette közzé. 1975-ben a második, 2002-ben a harmadik Editio typica jelent meg kisebb változtatásokkal.

## Tartalma
- Bevezető szövegek
- A római misekönyv általános rendelkezései
- Proprium de tempore (az év megfelelő ünnepeinek szövegei)
- Ordo missae (a misék rendje)
- Proprium de Sanctis (a szentek ünnepeinek szövegei)
- Communia (általános szövegek)
- Rituális misék (szentségek kiszolgáltatásakor, fogadalmak, szentelések alkalmaikor)
- Különféle szükségletekben mondható misék és könyörgések szövegei
- Votív (megemlékező) misék szövegei
- Gyászmisék szövegei
- Az eucharisztikus imák énekelhető részei

## Külső hivatkozások
- A Római Misekönyv (letölthető elektronikus formátum a Pázmány Péter Elektronikus Könyvtárból)